# Lacedo melanops
Lacedo melanops (officiellt svenskt trivialnamn saknas) är en fågel i familjen kungsfiskare inom ordningen praktfåglar. Den betraktas oftast som underart till bandad kungsfiskare (Lacedo pulchella), men urskiljs sedan 2014 som egen art av Birdlife International, IUCN och Handbook of Birds of the World. Den kategoriseras av IUCN som livskraftig. Arten förekommer på Borneo och ön Bangka utanför sydöstra Sumatra.